# Isoglossa membranacea
Isoglossa membranacea är en akantusväxtart. Isoglossa membranacea ingår i släktet Isoglossa och familjen akantusväxter.

## Underarter
Arten delas in i följande underarter:
- I. m. membranacea
- I. m. septentrionalis